# Ortopnea
L'ortopnea o dispnea da decubito viene definita come la comparsa di difficoltà respiratoria in posizione supina e più in generale da distesi. I soggetti affetti da ortopnea sono costretti a dormire in posizione seduta (o semiseduta) a letto o su una sedia. L'ortopnea è una manifestazione abbastanza specifica e tardiva dello scompenso cardiaco e fa seguito alla dispnea da sforzo. È causata da un aumento del ritorno venoso al cuore: il sangue, durante il decubito, dalla circolazione splancnica e dagli arti inferiori si ridistribuisce alle sezioni destre del cuore, determinando una congestione ed un aumento di pressione a livello dei capillari polmonari. È il disturbo opposto alla platipnea, cioè alla dispnea che si presenta in posizione eretta ma non in posizione supina.

## Etimologia
Il termine ortopnea deriva dal greco orto=dritto + pneo=respiro, letteralmente quindi la necessità di respirare dritti, cioè in posizione ortostatica. 

## Manifestazioni cliniche
In questi pazienti la difficoltà respiratoria si associa spesso a tosse notturna: quest'ultimo sintomo, anch'esso indicativo di insufficienza cardiaca, tende spesso ad essere trascurato. L'ortopnea tende ad attenuarsi non appena il paziente assume la posizione seduta o dorme a letto con dei cuscini aggiuntivi. Come detto l'ortopnea è una manifestazione abbastanza specifica di scompenso cardiaco. Tuttavia può essere riscontrata anche in altri tipi di pazienti. 

## Cause
L'ortopnea è dovuta all'aumento della distribuzione di sangue nella circolazione polmonare mentre si assume la posizione supina, ma di solito può essere attribuita a più cause di fondo. In questa posizione il paziente presenta un aumento della pressione venosa e 
capillare polmonare, con formazione di un modesto edema interstiziale.
L'ortopnea può essere anche segno di insufficienza cardiaca del ventricolo sinistro e/o edema polmonare. Si può verificare anche in pazienti con asma e bronchite cronica, così come in quelli con apnea del sonno o disturbo da attacco di panico. Inoltre si manifesta anche in pazienti con obesità addominale o ascite (stati patologici che determinano un ostacolo all'espansione polmonare) e in pazienti con alcuni disturbi respiratori in cui la meccanica polmonare è favorita dalla assunzione della posizione eretta. Inoltre si associa a patologie che colpiscono il diaframma, in particolare la paralisi diaframmatica bilaterale.
In questi ultimi pazienti il meccanismo che determina la dispnea in posizione supina è verosimilmente associato ad una alterazione diaframmatica che si ripercuote sul livello di 
respirazione al termine del volume corrente e sui suoi rapporti con il volume di chiusura.